# Jagiełła

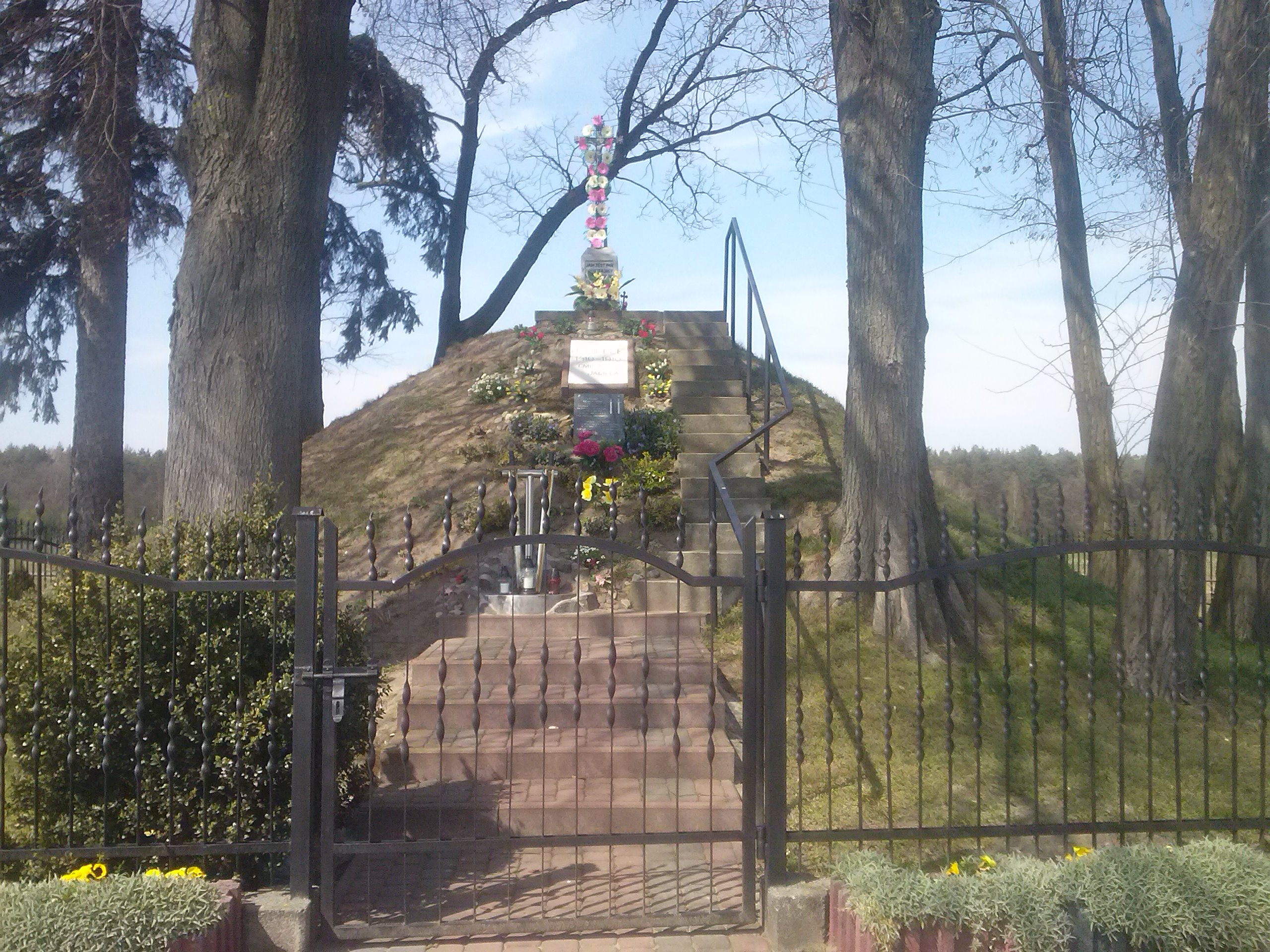
Kopiec Jagiełły z 1910

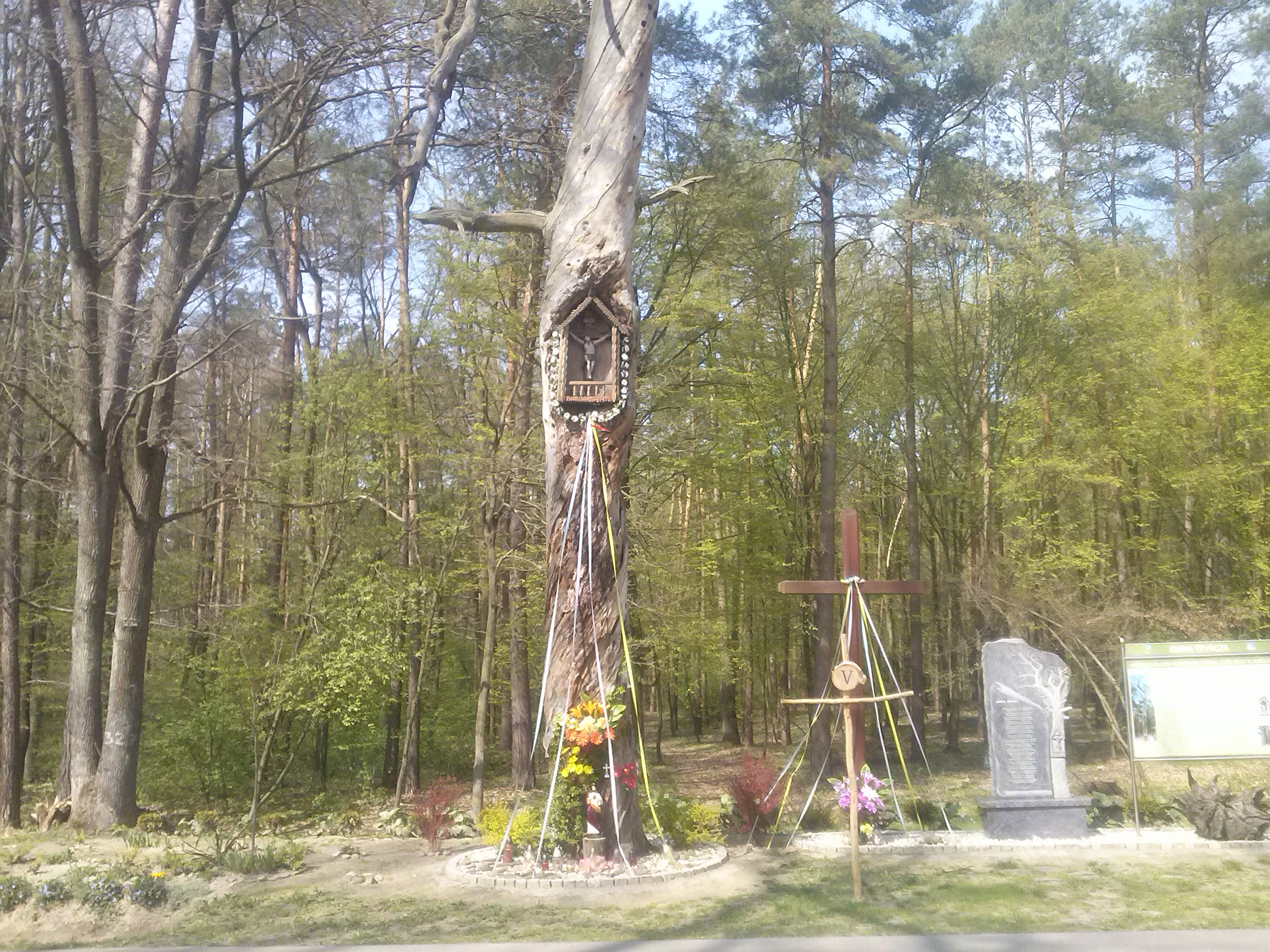
Kapliczka „Boża Męka”

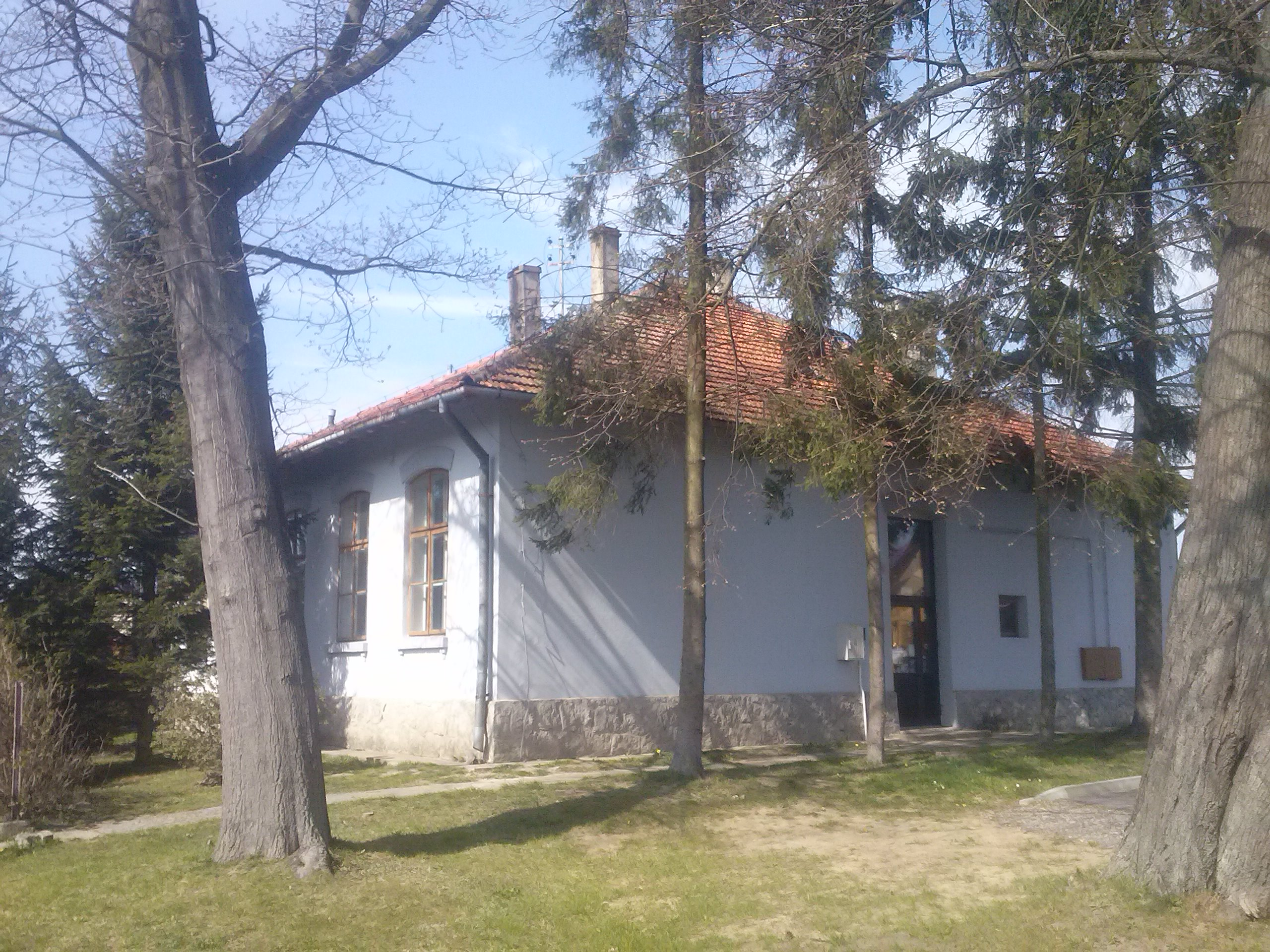
Budynek starej szkoły

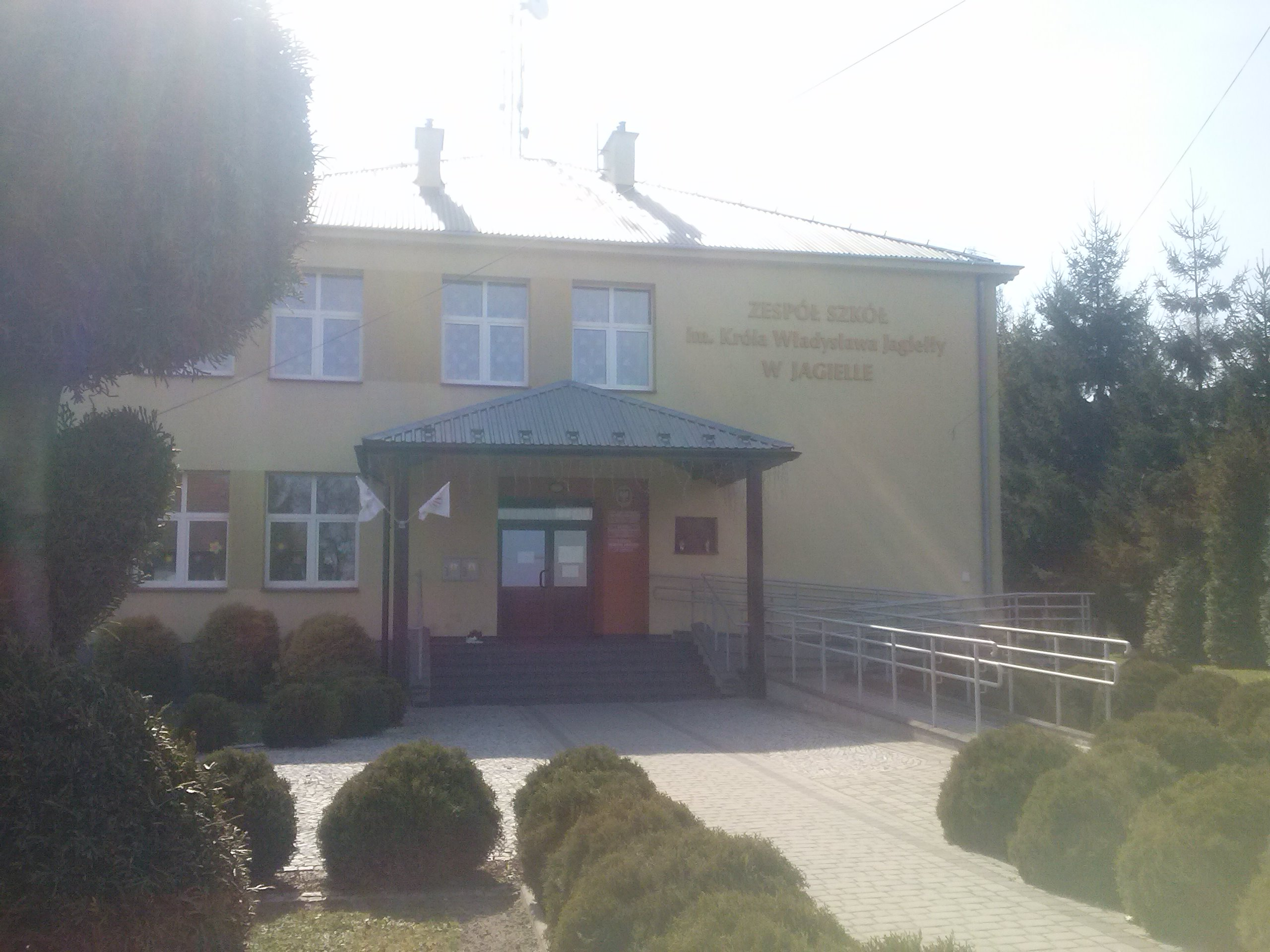
Szkoła podstawowa im. Władysława Jagiełły

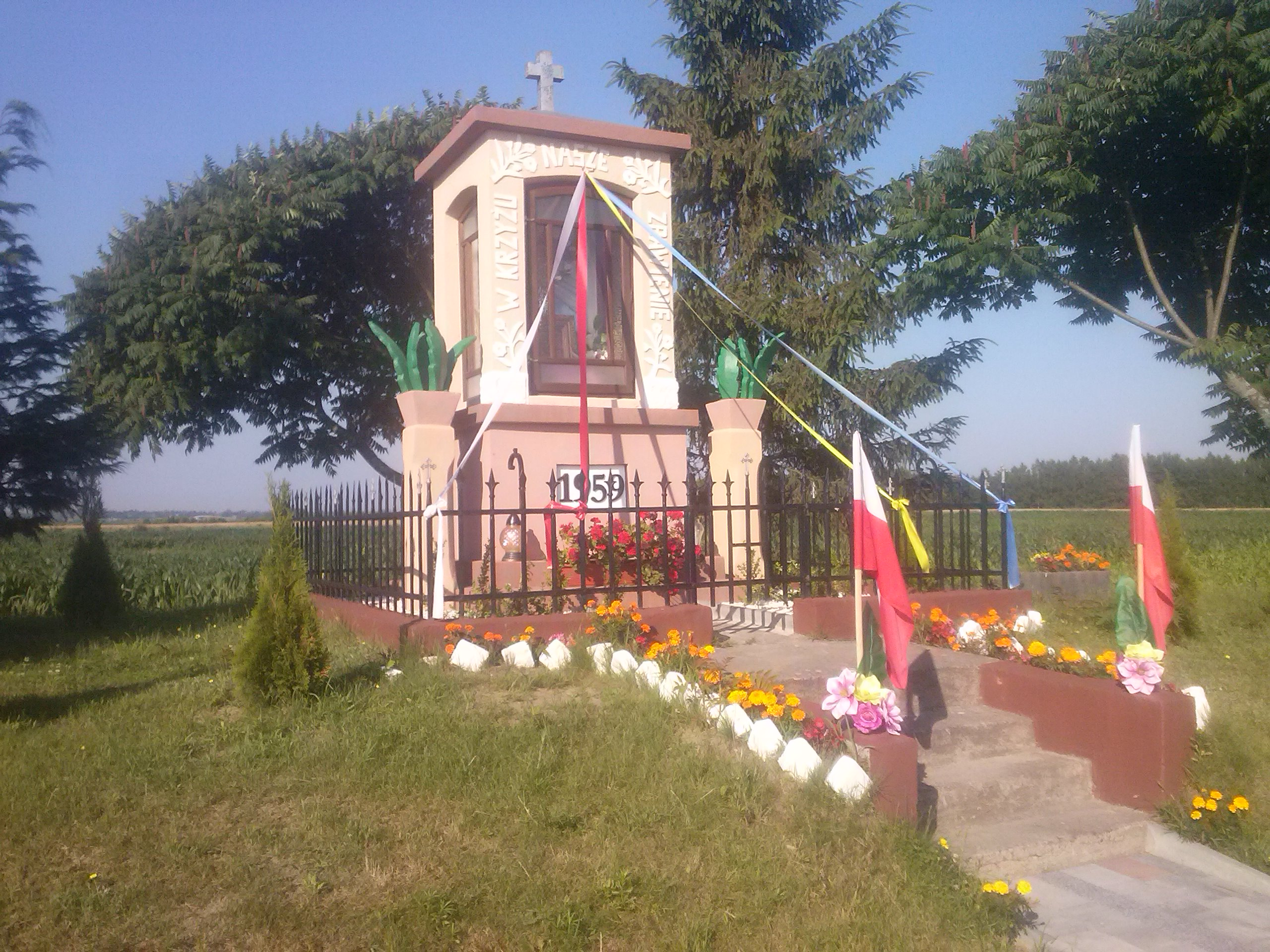
Kapliczka Świętego Krzyża i Matki Bożej Częstochowskiej

Jagiełła – wieś w Polsce, położona w województwie podkarpackim, w powiecie przeworskim, w gminie Tryńcza.
Miejscowość jest siedzibą rzymskokatolickiej parafii św. Jadwigi Królowej.
W latach 1975–1998 miejscowość administracyjnie należała do województwa przemyskiego.

## Integralne części wsi
| SIMC    | Nazwa       | Rodzaj     |
| ------- | ----------- | ---------- |
| 0612068 | Drzystki    | część wsi  |
| 0612074 | Gwizdów     | część wsi  |
| 0612080 | Koło Szkoły | część wsi  |
| 0612105 | Kubraki     | część wsi  |
| 0612134 | Niechciałka | przysiółek |
| 0612111 | Podlas      | część wsi  |
| 0612128 | Załuże      | część wsi  |

## Historia
Początki wsi są datowane na XV wiek. W 1450 roku wieś stała się własnością Bożogrobców w Przeworsku. Początki są związane z pobliską Ujezną, o której wzmiankują regestra poborowe, które zapisali poborcy podatkowi ziemi przemyskiej w 1515 roku. 
W 1589 roku wspólnie z Ujezną jest wzmiankowana Zawada (południowa część obecnej Jagiełły), w której było 7 łanów kmiecych, 5 zagrodników na roli, 5 komorników z bydłem, 5 komorników bez bydła i 1 rzemieślnik. Na północnym terenie była Wola Podsamska (Wola Gorliczyńska).
W 1628 roku południowa część obecnej Jagiełły była wzmiankowana wspólnie z Ujezną jako Zawada vel Wieznia (wieś posiadała 7 łanów kmiecych). W 1651 roku wieś była wzmiankowana wspólnie z Ujezną jako Zawoda et Uiezna. W 1658 roku wzmiankowano Zawada seu Wiezna.
W latach 1662 i 1674 na północnej części tych terenów była wzmiankowana Wola Podsamska, która posiadała 34 domów.
W 1660 i 1668 roku wieś wzmiankowana jako Wólka Jagiellowa – Kopia działu A. D. 1660 ... Jaśnie Pani Marszałkowej na wieczność mocto pure et irrevocabili: Donationis puszczają to jest Wieś Żupełną Tryńczą z folwarkiem Ubies z Folwarkiem alias Wola Żalechowska seu Poszenska, także Wolki Ogryszewska, Jagiellowa, Pryczowa, Ubieszyn i inne tamże poczynione Nowe Osady....
W 1762 roku według wzmianki w aktach właściciela Klucza Trynieckiego Pawła Benoe mieszkańcami gromady Jagiełła byli: Walek Botwina, Grzegorz Dzieża, Tomek Dzieża, Błazek Drzystek, Jędrzej Drzystek, Tomek Drzystek, Antoni Gardziel, Jan Gardziel, Maciek Gardziel, Michał Gardziel, Bartek Jagiełła, Kazimierz Jagiełła, Stach Jagiełła, Wojtek Jagiełła, Jan Kądziera, Tomek Kłapa, Józef Kornafel, Walenty Kornafel, Jan Kot, Jędrzej Kowal, Krzysztof Kowal, Maciek Kowal, Walenty Kula, Anna Liska, Kuba Malek, Jan Majcher, Michał Majcher, Walek Majcher, Franek Matyja, Kuba Mierzwa, Marcin Mierzwa, Stanisław Piżon, Wojciech Polak, Wojtek Oziębły, Błazek Pruchnicki, Kazimierz Pruchnicki, Piotr Pruchnicki, Wawrzek Pruchnicki, Błazek Rud, Franek Siwik, Franek Stąpel, Franek Stąpel drugi,  Krzysztof Stąpel, Litwa Wdowa, Matuszowa Wątrobicha, Sobkowa Wątrobicha, Jasiek Wiecheć, Maciek Wawro, Sobek Wawro, Błazek Żugaj, Wojtek Żugaj.
W 1713 roku wzmiankowano Wola Posańska alias Gorzyce et Jagieła alias Wola Gorliczyńska (łac. Wola Posańska zwana też Gorzyce i Jagieła zwana też Wola Gorliczyńska). W 1716 roku, w wyniku sprzedaży Zawada i Ujezna stały się własnością Lubomirskich z Przeworska i od tego czasu pojawiła się w użyciu nazwa wsi Jagiełła, na upamiętnienie wizyty króla na tych terenach. Księgi gromadzkie wsi Tryńcza podają, że w 1723 roku wójtem Jagieły był Stanisław Jagieła.
W 1816 roku wieś przeszła na własność Potockich. W 1855 roku jako właściciel występują Antoni Kellerman i spadkobiercy hr. Miera, a własność tabularna stanowiła 522 morgi (w tym 81 morgi roli, 60 morgi łąk i 374 morgi lasu). Od 1880 roku jako właściciel występuje Maria Drohojowska z Kellermanów. W latach 1905 i 1918 jako właściciel Jagiełły wzmiankowany jest Konwent PP Franciszkanek we Lwowie (Klasztor SS Franciszkanek Adoracji Najświętszej Marii Panny we Lwowie), w Jagielle było 1028 mieszkańców, a posiadłość tabularna stanowiła 298 ha (w tym 45 ha roli i 216 ha lasu). Po 1905 roku czasowo właścicielem Jagiełły była Irena z Kellermanów Lityńska.
W 1849 roku według dokumentów katastralnych ewidencji gruntów, wzmiankowano nazwiska mieszkańców Jagiełły. Numery domów były rozmieszczone chaotycznie bez uporządkowania. W 1849 roku mieszkańcami Jagiełły byli: Józef Dzieża, Jakub Botwina, Kazimierz Lasek, Tomasz Lasek, Marcin Gargas, Jan Kornafel, Antoni Turek, Tomasz Turek, Halina Korniakt, Jędrzej Kubecki, Bartłomiej Krupa, Michał Dziobek, Antoni Pruchnicki, Jan Gargas, Wawrzyniec Przon, Antoni Malec, Michał Węglarz, Wawrzyniec Węglarz, Agnieszka Dżyń, Michał Kisiel, Wawrzyniec Krupa, Mateusz Krupa, Wawrzyniec Dryś, Sebastian Dryś, Józef Portas, Błażej Kula, Michał Sznaj, Wojciech Mielech, Antoni Mielech, Jakub Śliwa, Marcin Fleszar, Sebastian Kulpa, Jakub Kulpa, Katarzyna Drzystek, Wawrzyniec Gargas, Mateusz Gargas, Marcin Jagieła, Jakub Gliniak, Marcin Majcher, Kazimierz Kulpa, Agnieszka Kornafel, Szymon Jagieła, Jakub Matyja, Bartłomiej Matyja, Józef Matyja, Marcin Jagieła, Kazimierz Jagieła, Kazimierz Jagieła, Wojciech Jagieła, Jędrzej Sznaj, Walenty Kulpa, Tomasz Sznaj, Wojciech Kulpa, Jędrzej Kulpa, Mateusz Sznaj, Walenty Kulpa, Jakub Kulpa, Walenty Majcher, Wojciech Botwina, Wojciech Marek, Michał Botwina, Jan Pruchnicki, Jan Kornafel, Jędrzej Drzystek, Jakub Pruchnicki, Marcin Kut, Jakub Pruchnicki, Wawrzyniec Kornafel, Błażej Pruchnicki, Józef Rzemyk, Wojciech Kut, Sebastian Małek, Franciszek Sznaj, Jędrzej Gardziel, Machał Gardziel, Marcin Pruchnicki, Jędrzej Małek, Michał Śliwa, Antoni Hanejko, Wdowa Kornafel, Zofia Oziębły, Wojciech Torynowicz, Jakub Rzemyk, Jan Kubrak, Rajna Kubrak, Marcin Kubrak, Szymon Jagielik, Mateusz Botwina, Krzysztof Siwik, Wawrzyniec Oziębły, Wawrzyniec Przon, Sebastian Kowal, Michał Kisiel, Jan Jamroży, Antoni Kulpa, Kazimierz Kulpa, Tomasz Pruchnicki, Wojciech Pruchnicki, Bartłomiej Kut, Kazimierz Drzystek, Kazimierz Gardziel, żyd Hersech Nufsen, Wojciech Wawro, Józef Flak, Tomasz Oziębły, Tomasz Kulpa, Marcin Pruchnicki, Kazimierz Drzystek, żyd Srul Nafsen, Józef Botwina, Walenty Drzystek, Mateusz Pyza, Bartłomiej Gardziel, Wawrzyniec Gardziel, Walenty Rojek, Józef Rojek, Mateusz Pruchnicki, Michał Pruchnicki, Walenty Wawro, Katarzyna Wawro, Jędrzej Kasper, Kazimierz Wawro, Wojciech Jagielik, Piotr Wawro, Sebastian Kowal, Stanisław Kowal, Machał Rojek, Jan Wawro, Wojciech Kowal, Jakub Kowal, Wojciech Kowal, Wawrzyniec Końca, Kazimierz Dudek, Michał Mierzwa, Marcin Kędziora, Mateusz Kędziora, Bartłomiej Kędziora, Marcin Jagielik, Bartłomiej Wątroba, Tomasz matyja, Wawrzyniec Kuszaj, Jakub Kuszaj, zyd Aron Pfeifet, wojciech Dudek, Wdowa Kraszy, Jan Końca, Jan Turek. 
W 1894 roku założono czytelnię ludową w Jagielle. W 1910 roku, w 500 letnią rocznicę bitwy pod Grunwaldem, mieszkańcy usypali kopiec Jagiełły.
W 1921 roku w Jagielle było 182 domy (w tym w Niechciałce 62 domy). W 1934 roku Jagiełła weszła w skład Gminy zbiorowej Tryńcza. W latach 1954–1972 wchodziła w skład Gromady Gorzyce. Od 1973 roku ponownie należy do Gminy Tryńcza.
10 września 2023 roku na cmentarzu wojennym ofiar hitleryzmu w Jagielle-Niechciałkach, prezydent RP Andrzej Duda wraz z małżonką złożył wieniec przed pomnikiem Żydów zamordowanych w Markowej. Modlili się także: prefekt watykańskiej Dykasterii Spraw Kanonizacyjnych kard. Marcello Semeraro, metropolita łódzki kard. Grzegorz Ryś oraz naczelny Rabin Polski Michael Schudrich. W uroczystości uczestniczyli m.in. ministrowie z Kancelarii Prezydenta, przedstawiciele IPN, władz regionalnych i lokalnych, mieszkańcy okolicznych miejscowości.

## Kościół
W 1957 roku podjęto decyzję o budowie kościoła, ale z powodu sytuacji politycznej nie udało się tego zamiaru zrealizować. Dopiero po kolejnych staraniach uzyskano w 1981 roku pozwolenie na budowę. Początkowo odprawiano msze święte w zaadaptowanym budynku starej remizy strażackiej. Kościół murowany zbudowano w latach 1981–1982, a 7 listopada 1982 roku odbyło się poświęcenie kościoła pw. św. Jadwigi Królowej, którego dokonał bp Ignacy Tokarczuk. W 1983 roku została erygowana parafia w Jagielle, a 9 listopada 2008 roku odbyła się konsekracja kościoła, której dokonał abp Józef Michalik.

## Oświata
W latach 1882–1893 istniała niezreorganizowana szkoła 1-klasowa. W 1903 roku decyzją c. k. Rady szkolnej krajowej utworzono 1-klasową szkołę ludową. W 1964 roku wybudowano nowy budynek szkolny. 12 kwietnia 1996 roku wmurowano tablicę pamiątkową pamięci kierownika Józefa Łańcuckiego, który w 1940 roku zginął w Charkowie. 14 października 2010 roku szkoła otrzymała imię króla Władysława Jagiełły.

## Atrakcje turystyczne
- Kopiec Jagiełły – usypany w 1910 roku, w 500-lecie bitwy pod Grunwaldem z 1410 roku, ku czci króla Władysława Jagiełły.
- Cmentarz ofiar hitleryzmu 1939-1945) – znajdujący się w lesie w Małej Jagielle (Niechciałkach). Spoczywa na nim 6500 jeńców radzieckich z pobliskiego, przejściowego obozu koncentracyjnego w Wólce Pełkińskiej. W Październiku 1947 roku na cmentarzu tym pochowano szczątki ośmiu Żydów wcześniej ekshumowanych z Markowej, którzy podczas Zbrodni w Markowej zostali rozstrzelani 24 marca 1944 roku w domu Ulmów.
- Kapliczka na uschniętym drzewie tzw. „Boża męka” – znajdująca się w lesie przy drodze do Gniewczyny Łańcuckiej.
- Obszary leśne.

## Duchowni pochodzący z miejscowości
Jagiełła jest wsią wyróżniającą się z powodu bardzo licznych powołań, ponieważ wyszło aż 15 duchownych, co jest zjawiskiem niezwykle rzadko spotykanym.
Duchowni pochodzący z Jagiełły (parafia św. Mateusza w Gniewczynie Łańcuckiej):
- ks. Jan Matyja (1930 – Jagiełła).
- o. Martynian Wojciech Darzycki bernardyn (1943 – Jagiełła).
- ks. Andrzej Piasecki (1949 – Jagiełła).
- ks. prał. Stanisław Turek (1960 – Jagiełła).
- ks. prał. Bolesław Pilek (1961 – Jagiełła).
- o. Józef Darzycki benedyktyn-misjonarz (1974 – Jagiełła).
- o. Jan Pilek webista (1979 – Jagiełła).
- ks. Edward Sznaj (1982 – Jagiełła).

Duchowni pochodzący z Jagiełły (parafia św. Jadwigi Królowej w Jagielle):
- ks. Marian Jagieła (1985 – Jagiełła).

Duchowni pochodzący z Małej Jagiełły (parafia św. Stanisława Biskupa w Wólce Pełkińskiej):
- ks. prał. Franciszek Woś (1941 – Mała Jagiełła)[27].
- ks. Michał Woś (1943 – Mała Jagiełła).
- ks. Józef Joniec (1982 – Mała Jagiełła).
- ks. Ryszard Kusy, marianin-misjonarz (1996 – Mała Jagiełła).
- ks. Józef Gwóźdź, werbista-misjonarz (2003 – Mała Jagiełła).
- ks. Jacek Pusztuk (2005 – Mała Jagiełła).

## Sport i rekreacja
W Jagielle działa klub sportowy piłki nożnej Zorza Jagiełła. Został on utworzony w 1968 roku. Od sezonu 2024/2025 „Zorza” gra w B-klasie grupy przeworskiej.
| Tabela rozgrywek ligowych: „Zorza Jagiełła” (1992–2024)      | Tabela rozgrywek ligowych: „Zorza Jagiełła” (1992–2024) | Tabela rozgrywek ligowych: „Zorza Jagiełła” (1992–2024) | Tabela rozgrywek ligowych: „Zorza Jagiełła” (1992–2024) | Tabela rozgrywek ligowych: „Zorza Jagiełła” (1992–2024) | Tabela rozgrywek ligowych: „Zorza Jagiełła” (1992–2024) | Tabela rozgrywek ligowych: „Zorza Jagiełła” (1992–2024) | Tabela rozgrywek ligowych: „Zorza Jagiełła” (1992–2024) | Tabela rozgrywek ligowych: „Zorza Jagiełła” (1992–2024) | Tabela rozgrywek ligowych: „Zorza Jagiełła” (1992–2024) |
| Sezon                                                        | Pozycja                                                 | Liga                                                    | Pkt                                                     | Mecze                                                   | Mecze                                                   | Mecze                                                   | Bramki                                                  | Bramki                                                  | Awanse Spadki                                           |
| Sezon                                                        | Pozycja                                                 | Liga                                                    | Pkt                                                     | zwy.                                                    | rem.                                                    | por.                                                    | zdob.                                                   | stra.                                                   | Awanse Spadki                                           |
| ------------------------------------------------------------ | ------------------------------------------------------- | ------------------------------------------------------- | ------------------------------------------------------- | ------------------------------------------------------- | ------------------------------------------------------- | ------------------------------------------------------- | ------------------------------------------------------- | ------------------------------------------------------- | ------------------------------------------------------- |
| 1991/1992                                                    | 10                                                      | Klasa B - grupa przeworska                              | 5                                                       |                                                         |                                                         |                                                         |                                                         |                                                         |                                                         |
| 1992/1993                                                    |                                                         |                                                         |                                                         |                                                         |                                                         |                                                         |                                                         |                                                         |                                                         |
| 1993/1994                                                    | 4                                                       | Klasa B - grupa przeworska                              | 15                                                      |                                                         |                                                         |                                                         |                                                         |                                                         |                                                         |
| 1994/1995                                                    | 4                                                       | Klasa B - grupa przeworska                              | 18                                                      |                                                         |                                                         |                                                         |                                                         |                                                         |                                                         |
| 1995/1996                                                    | 1                                                       | Klasa B - grupa jarosławsko-przeworska                  | 43                                                      |                                                         |                                                         |                                                         |                                                         |                                                         | awans do Kl. A                                          |
| 1996/1997                                                    | 5                                                       | Klasa A - grupa III przeworska                          | 32                                                      | 10                                                      | 2                                                       | 10                                                      | 58                                                      | 42                                                      |                                                         |
| 1997/1998                                                    | 5                                                       | Klasa A - grupa III przeworska (podgrupa A)             | 6                                                       |                                                         |                                                         |                                                         |                                                         |                                                         |                                                         |
| 1998/1999                                                    | 9                                                       | Klasa A - grupa przeworska                              | 53                                                      |                                                         |                                                         |                                                         |                                                         |                                                         |                                                         |
| 1999/2000                                                    |                                                         |                                                         |                                                         |                                                         |                                                         |                                                         |                                                         |                                                         |                                                         |
| 2000/2001                                                    | 6                                                       | Klasa B - grupa przeworska                              | 32                                                      | 10                                                      | 2                                                       | 8                                                       | 43                                                      | 39                                                      |                                                         |
| 2001/2002                                                    | 10                                                      | Klasa B - grupa przeworska                              | 22                                                      | 5                                                       | 7                                                       | 10                                                      | 38                                                      | 49                                                      |                                                         |
| 2002/2003                                                    | 5                                                       | Klasa B - grupa przeworska                              | 41                                                      | 13                                                      | 2                                                       | 7                                                       | 59                                                      | 32                                                      |                                                         |
| 2003/2004                                                    | 4                                                       | Klasa B - grupa przeworska                              | 38                                                      | 12                                                      | 2                                                       | 6                                                       | 67                                                      | 55                                                      |                                                         |
| 2004/2005                                                    | 6                                                       | Klasa B - grupa przeworska                              | 31                                                      | 9                                                       | 4                                                       | 9                                                       | 45                                                      | 56                                                      |                                                         |
| 2005/2006                                                    | 5                                                       | Klasa B - grupa przeworska                              | 33                                                      | 10                                                      | 3                                                       | 9                                                       | 50                                                      | 35                                                      |                                                         |
| 2006/2007                                                    | 5                                                       | Klasa B - grupa przeworska                              | 31                                                      | 10                                                      | 1                                                       | 9                                                       | 49                                                      | 42                                                      |                                                         |
| 2007/2008                                                    | 3                                                       | Klasa B - grupa przeworska                              | 46                                                      | 15                                                      | 1                                                       | 6                                                       | 62                                                      | 23                                                      |                                                         |
| 2008/2009                                                    | 2                                                       | Klasa B - grupa przeworska                              | 40                                                      | 13                                                      | 1                                                       | 6                                                       | 69                                                      | 32                                                      | awans do Kl. A                                          |
| 2009/2010                                                    | 11                                                      | Klasa A - grupa przeworska                              | 27                                                      | 8                                                       | 3                                                       | 15                                                      | 41                                                      | 51                                                      |                                                         |
| 2010/2011                                                    | 8                                                       | Klasa A - grupa przeworska                              | 33                                                      | 9                                                       | 6                                                       | 11                                                      | 36                                                      | 48                                                      |                                                         |
| 2011/2012                                                    | 9                                                       | Klasa A - grupa przeworska                              | 30                                                      | 9                                                       | 3                                                       | 14                                                      | 35                                                      | 53                                                      |                                                         |
| 2012/2013                                                    | 2                                                       | Klasa A - grupa przeworska                              | 51                                                      | 16                                                      | 3                                                       | 7                                                       | 62                                                      | 41                                                      |                                                         |
| 2013/2014                                                    | 5                                                       | Klasa A - grupa przeworska                              | 43                                                      | 13                                                      | 4                                                       | 9                                                       | 64                                                      | 49                                                      |                                                         |
| 2014/2015                                                    | 7                                                       | Klasa A - grupa przeworska                              | 35                                                      | 9                                                       | 8                                                       | 9                                                       | 45                                                      | 58                                                      |                                                         |
| 2015/2016                                                    | 5                                                       | Klasa A - grupa przeworska                              | 37                                                      | 11                                                      | 4                                                       | 11                                                      | 37                                                      | 36                                                      |                                                         |
| 2016/2017                                                    | 9                                                       | Klasa A - grupa przeworska                              | 33                                                      | 9                                                       | 6                                                       | 11                                                      | 61                                                      | 59                                                      |                                                         |
| 2017/2018                                                    | 10                                                      | Klasa A - grupa przeworska                              | 28                                                      | 8                                                       | 4                                                       | 14                                                      | 48                                                      | 71                                                      |                                                         |
| 2018/2019                                                    | 12                                                      | Klasa A - grupa przeworska                              | 21                                                      | 6                                                       | 3                                                       | 17                                                      | 40                                                      | 86                                                      | spadek do Kl. B                                         |
| 2019/2020                                                    | 1                                                       | Klasa B - grupa przeworska                              | 33                                                      | 11                                                      | 0                                                       | 1                                                       | 63                                                      | 10                                                      | awans do Kl. A                                          |
| 2020/2021                                                    | 13                                                      | Klasa A - grupa przeworska                              | 18                                                      | 5                                                       | 3                                                       | 18                                                      | 32                                                      | 102                                                     |                                                         |
| 2021/2022                                                    | 12                                                      | Klasa A - grupa przeworska                              | 19                                                      | 5                                                       | 4                                                       | 17                                                      | 36                                                      | 70                                                      |                                                         |
| 2022/2023                                                    | 4                                                       | Klasa A - grupa przeworska                              | 40                                                      | 12                                                      | 4                                                       | 10                                                      | 62                                                      | 57                                                      |                                                         |
| 2023/2024                                                    | 12                                                      | Klasa A - grupa przeworska                              | 18                                                      | 6                                                       | 0                                                       | 20                                                      | 28                                                      | 107                                                     | spadek do Kl. B                                         |
| 2024/2025                                                    | 11                                                      | Klasa B - grupa przeworska                              | 19                                                      | 5                                                       | 4                                                       | 15                                                      | 40                                                      | 69                                                      |                                                         |
| Źródło: Życie Przemyskie (1992–2001), 90minut.pl (2002–2025) |                                                         |                                                         |                                                         |                                                         |                                                         |                                                         |                                                         |                                                         |                                                         |